# FA Premier League 2005-2006
La FA Premier League 2005-2006 è stata la 107ª edizione della massima serie del campionato inglese di calcio, disputato tra il 13 agosto 2005 e il 7 maggio 2006 e concluso con la vittoria del Chelsea, al suo terzo titolo, il secondo consecutivo.
Capocannoniere del torneo è stato Thierry Henry (Arsenal) con 27 reti.

## Stagione

### Novità
Al posto delle retrocesse Crystal Palace, Norwich City e Southampton sono saliti dalla Championship il Sunderland, il Wigan (al suo primo campionato di massima divisione) e, dopo i play-off, il West Ham Utd.

### Avvenimenti
L'avvio del torneo rivelò la sorpresa del Charlton, che nelle prime giornate guidò la classifica insieme al Chelsea. I Blues, però, presero il largo già all'inizio del mese di settembre. La partenza lenta delle principali candidate al titolo consentì ai londinesi di ipotecare il titolo in autunno allorquando a fine novembre era clamorosamente la matricola Wigan la prima inseguitrice in classifica, seppur con un distacco già in doppia cifra. Un calo finale non mise in discussione l'esito del torneo con la squadra di José Mourinho che concluse la stagione con otto punti in più del Manchester Utd, secondo classificato, laureandosi così campione d'Inghilterra per la seconda volta consecutiva.
In zona Europa, ad accompagnare il Liverpool nei preliminari di Champions League fu l'Arsenal, distratto dal sogno europeo che svanirà all'atto finale. I Gunners, altalenanti per tutta la stagione, agguantarono il 4º posto all'ultima giornata, vincendo per 4-2 contro il Wigan nell'ultima gara disputata allo stadio di Highbury, beffando gli arcirivali del Tottenham, usciti sconfitti per 1-2 sul campo del West Ham Utd in una partita macchiata dall'intossicazione alimentare di diversi calciatori titolari degli Spurs. Anche il Blackburn Rovers, si qualificò per la Coppa UEFA, mentre il Newcastle Utd, rigenerato dal cambio di guida tecnica a stagione in corso, con un buon finale di stagione riuscì a ottenere un piazzamento utile per la qualificazione alla Coppa Intertoto.
In fondo alla classifica fu condannato ben presto il Sunderland, che chiuse il campionato all'ultimo posto con soli 15 punti (allora record negativo nella storia della Premier League) e che non fu mai in grado di lottare per la permanenza nella massima serie. Ad accompagnare i Black Cats in cadetteria furono il West Bromwich ed il Birmingham City che persero la volata finale con un Portsmouth capace di raccogliere 20 punti nelle ultime 10 partite.

## Squadre partecipanti
| Club             | Stagione | Città               | Stadio                     | Stagione precedente                                                |
| ---------------- | -------- | ------------------- | -------------------------- | ------------------------------------------------------------------ |
| Arsenal          | dettagli | Londra              | Arsenal Stadium            | 2º posto in FA Premier League                                      |
| Aston Villa      | dettagli | Birmingham          | Villa Park                 | 10º posto in FA Premier League                                     |
| Birmingham City  | dettagli | Birmingham          | St Andrew's                | 12º posto in FA Premier League                                     |
| Blackburn Rovers | dettagli | Blackburn           | Ewood Park                 | 15º posto in FA Premier League                                     |
| Bolton           | dettagli | Bolton              | Reebok Stadium             | 6º posto in FA Premier League                                      |
| Charlton         | dettagli | Charlton            | The Valley                 | 11º posto in FA Premier League                                     |
| Chelsea          | dettagli | Londra              | Stamford Bridge            | 1º posto in FA Premier League                                      |
| Everton          | dettagli | Everton             | Goodison Park              | 4º posto in FA Premier League                                      |
| Fulham           | dettagli | Fulham              | Craven Cottage             | 13º posto in FA Premier League                                     |
| Liverpool        | dettagli | Liverpool           | Anfield                    | 5º posto in FA Premier League                                      |
| Manchester City  | dettagli | Manchester          | City of Manchester Stadium | 8º posto in FA Premier League                                      |
| Manchester Utd   | dettagli | Manchester          | Old Trafford               | 3º posto in FA Premier League                                      |
| Middlesbrough    | dettagli | Middlesbrough       | Riverside Stadium          | 7º posto in FA Premier League                                      |
| Newcastle Utd    | dettagli | Newcastle upon Tyne | St James' Park             | 14º posto in FA Premier League                                     |
| Portsmouth       | dettagli | Portsmouth          | Fratton Park               | 16º posto in FA Premier League                                     |
| Sunderland       | dettagli | Sunderland          | Stadium of Light           | 1º posto in Football League Championship, promosso                 |
| Tottenham        | dettagli | Londra              | White Hart Lane            | 9º posto in FA Premier League                                      |
| West Bromwich    | dettagli | West Bromwich       | The Hawthorns              | 17º posto in FA Premier League                                     |
| West Ham Utd     | dettagli | Londra              | Boleyn Ground              | 6º posto in Football League Championship, promosso dopo i play-off |
| Wigan            | dettagli | Wigan               | JJB Stadium                | 2º posto in Football League Championship, promosso                 |

## Allenatori e primatisti
| Squadra         | Allenatore                                                      | Calciatore più presente                | Capocannoniere                                                     |
| --------------- | --------------------------------------------------------------- | -------------------------------------- | ------------------------------------------------------------------ |
| Arsenal         | Arsène Wenger                                                   | Jens Lehmann (38)                      | Thierry Henry (27)                                                 |
| Aston Villa     | David O'Leary                                                   | Gareth Barry, Thomas Sørensen (36)     | Milan Baroš, Luke Moore (8)                                        |
| Birmingham City | Steve Bruce                                                     | Jermaine Pennant (38)                  | Jiří Jarošík (5)                                                   |
| Blackburn       | Mark Hughes                                                     | Brad Friedel (34)                      | Craig Bellamy (13)                                                 |
| Bolton          | Sam Allardyce                                                   | Jussi Jääskeläinen (38)                | Stelios Giannakopoulos, Kevin Nolan (9)                            |
| Charlton        | Alan Curbishley                                                 | Radostin Kišišev (37)                  | Darren Bent (18)                                                   |
| Chelsea         | José Mourinho                                                   | John Terry (36)                        | Frank Lampard (16)                                                 |
| Everton         | David Moyes                                                     | Leon Osman (35)                        | James Beattie (10)                                                 |
| Fulham          | Chris Coleman                                                   | Brian McBride (38)                     | Collins John (11)                                                  |
| Liverpool       | Rafael Benítez                                                  | Jamie Carragher, Sami Hyypiä (36)      | Steven Gerrard (10)                                                |
| Manchester City | Stuart Pearce                                                   | David James (38)                       | Andy Cole (9)                                                      |
| Manchester Utd  | Alex Ferguson                                                   | Edwin van der Sar (38)                 | Ruud van Nistelrooy (21)                                           |
| Middlesbrough   | Steve McClaren                                                  | Yakubu Aiyegbeni (34)                  | Yakubu Aiyegbeni (13)                                              |
| Newcastle Utd   | Graeme Souness (1ª-24ª) Glenn Roeder (25ª-38ª)                  | Shay Given (38)                        | Alan Shearer (10)                                                  |
| Portsmouth      | Alain Perrin (1ª-13ª) Joe Jordan (14ª) Harry Redknapp (15ª-38ª) | Gary O'Neil (36)                       | Lomana LuaLua (7)                                                  |
| Sunderland      | Mick McCarthy (1ª-28ª) Kevin Ball (29ª-38ª)                     | Dean Whitehead (37)                    | Anthony Le Tallec, Liam Lawrence, Tommy Miller, Dean Whitehead (3) |
| Tottenham       | Martin Jol                                                      | Paul Robinson (38)                     | Robbie Keane (16)                                                  |
| West Bromwich   | Bryan Robson                                                    | Jonathan Greening (38)                 | Nathan Ellington, Nwankwo Kanu (5)                                 |
| West Ham Utd    | Alan Pardew                                                     | Paul Konchesky (37)                    | Marlon Harewood (14)                                               |
| Wigan           | Paul Jewell                                                     | Leighton Baines, Pascal Chimbonda (37) | Henri Camara (12)                                                  |

## Classifica finale
|       | Pos. | Squadra          | Pt | G  | V  | N  | P  | GF | GS | DR  |
| ----- | ---- | ---------------- | -- | -- | -- | -- | -- | -- | -- | --- |
|       | 1.   | Chelsea          | 91 | 38 | 29 | 4  | 5  | 72 | 22 | +50 |
|       | 2.   | Manchester Utd   | 83 | 38 | 25 | 8  | 5  | 72 | 34 | +38 |
|       | 3.   | Liverpool        | 82 | 38 | 25 | 7  | 6  | 57 | 25 | +32 |
|       | 4.   | Arsenal          | 67 | 38 | 20 | 7  | 11 | 68 | 31 | +37 |
|       | 5.   | Tottenham        | 65 | 38 | 18 | 11 | 9  | 53 | 38 | +15 |
| [ 7 ] | 6.   | Blackburn Rovers | 63 | 38 | 19 | 6  | 13 | 51 | 42 | +9  |
|       | 7.   | Newcastle Utd    | 58 | 38 | 17 | 7  | 14 | 47 | 42 | +5  |
|       | 8.   | Bolton           | 56 | 38 | 15 | 11 | 12 | 49 | 41 | +8  |
| [ 8 ] | 9.   | West Ham Utd     | 55 | 38 | 16 | 7  | 15 | 52 | 55 | -3  |
|       | 10.  | Wigan            | 51 | 38 | 15 | 6  | 17 | 45 | 52 | -7  |
|       | 11.  | Everton          | 50 | 38 | 14 | 8  | 16 | 34 | 49 | -15 |
|       | 12.  | Fulham           | 48 | 38 | 14 | 6  | 18 | 48 | 58 | -10 |
|       | 13.  | Charlton         | 47 | 38 | 13 | 8  | 17 | 41 | 55 | -14 |
|       | 14.  | Middlesbrough    | 45 | 38 | 12 | 9  | 17 | 48 | 58 | -10 |
|       | 15.  | Manchester City  | 43 | 38 | 13 | 4  | 21 | 43 | 48 | -5  |
|       | 16.  | Aston Villa      | 42 | 38 | 10 | 12 | 16 | 42 | 55 | -13 |
|       | 17.  | Portsmouth       | 38 | 38 | 10 | 8  | 20 | 37 | 62 | -25 |
|       | 18.  | Birmingham City  | 34 | 38 | 8  | 10 | 20 | 28 | 50 | -22 |
|       | 19.  | West Bromwich    | 30 | 38 | 7  | 9  | 22 | 31 | 58 | -27 |
|       | 20.  | Sunderland       | 15 | 38 | 3  | 6  | 29 | 26 | 69 | -43 |

Legenda:
      Campione d'Inghilterra e qualificata alla fase a gironi della UEFA Champions League 2006-2007.
      Qualificata alla fase a gironi della UEFA Champions League 2006-2007.
      Qualificate al terzo turno preliminare della UEFA Champions League 2006-2007.
      Qualificate al primo turno di Coppa UEFA 2006-2007.
      Qualificata al terzo turno preliminare di Coppa Intertoto 2006.
      Retrocesse in Football League Championship 2006-2007.
Regolamento:
Tre punti a vittoria, uno a pareggio, zero a sconfitta.
A parità di punti le squadre vengono classificate secondo la differenza reti.

### Squadra campione
| Formazione tipo | Giocatori (presenze)      |
| --- | ------------------------- |
| Čech Gallas Terry R. Carvalho del Horno Essien Makélélé Lampard Robben Crespo J. Cole | Petr Čech (34)            |
| Čech Gallas Terry R. Carvalho del Horno Essien Makélélé Lampard Robben Crespo J. Cole | William Gallas (34)       |
| Čech Gallas Terry R. Carvalho del Horno Essien Makélélé Lampard Robben Crespo J. Cole | John Terry (36)           |
| Čech Gallas Terry R. Carvalho del Horno Essien Makélélé Lampard Robben Crespo J. Cole | Ricardo Carvalho (24)     |
| Čech Gallas Terry R. Carvalho del Horno Essien Makélélé Lampard Robben Crespo J. Cole | Asier del Horno (25)      |
| Čech Gallas Terry R. Carvalho del Horno Essien Makélélé Lampard Robben Crespo J. Cole | Michael Essien (31)       |
| Čech Gallas Terry R. Carvalho del Horno Essien Makélélé Lampard Robben Crespo J. Cole | Claude Makélélé (31)      |
| Čech Gallas Terry R. Carvalho del Horno Essien Makélélé Lampard Robben Crespo J. Cole | Frank Lampard (35)        |
| Čech Gallas Terry R. Carvalho del Horno Essien Makélélé Lampard Robben Crespo J. Cole | Arjen Robben (28)         |
| Čech Gallas Terry R. Carvalho del Horno Essien Makélélé Lampard Robben Crespo J. Cole | Hernán Crespo (30)        |
| Čech Gallas Terry R. Carvalho del Horno Essien Makélélé Lampard Robben Crespo J. Cole | Joe Cole (34)             |
| Čech Gallas Terry R. Carvalho del Horno Essien Makélélé Lampard Robben Crespo J. Cole | Allenatore: José Mourinho |
| Altri giocatori: Didier Drogba (29), Damien Duff (28), Shaun Wright-Phillips (27), Eiður Guðjohnsen (25), Paulo Ferreira (21), Geremi (15), Robert Huth (13), Carlton Cole (9), Maniche (8), Carlo Cudicini (4), Glen Johnson (4), Lassana Diarra (3), Lenny Pidgeley (1), Jimmy Smith (1). |                           |

## Statistiche

### Squadre

#### Capoliste solitarie
Fonte:
|    | —— | —— | —— | —— | ——      | —— | —— | —— | ——  | ——  | ——  | ——  | ——  | ——  | ——  | ——  | ——  | ——  | ——  | ——  | ——  | ——  | ——  | ——  | ——  | ——  | ——  | ——  | ——  | ——  | ——  | ——  | ——  | ——  | ——  | ——  | ——  | —— |  |
|    |    |    |    |    | Chelsea |    |    |    |     |     |     |     |     |     |     |     |     |     |     |     |     |     |     |     |     |     |     |     |     |     |     |     |     |     |     |     |     |    |  |
|    |    |    |    |    |         |    |    |    |     |     |     |     |     |     |     |     |     |     |     |     |     |     |     |     |     |     |     |     |     |     |     |     |     |     |     |     |     |    |  |
|    |    |    |    |    |         |    |    |    |     |     |     |     |     |     |     |     |     |     |     |     |     |     |     |     |     |     |     |     |     |     |     |     |     |     |     |     |     |    |  |
| 1ª | 2ª | 3ª | 4ª | 5ª | 6ª      | 7ª | 8ª | 9ª | 10ª | 11ª | 12ª | 13ª | 14ª | 15ª | 16ª | 17ª | 18ª | 19ª | 20ª | 21ª | 22ª | 23ª | 24ª | 25ª | 26ª | 27ª | 28ª | 29ª | 30ª | 31ª | 32ª | 33ª | 34ª | 35ª | 36ª | 37ª | 38ª |    |  |

#### Primati stagionali
Fonte:
- Miglior attacco: Chelsea, Manchester United (72 reti segnate)
- Miglior difesa: Chelsea (22 reti subite)
- Peggior attacco: Sunderland (26 reti segnate)
- Peggior difesa: Sunderland (69 reti subite)
- Miglior serie positiva: Liverpool (22 risultati utili)
- Peggior serie negativa: Sunderland (4 sconfitte)

### Individuali

#### Classifica marcatori
Fonte:
| Gol | Rigori |  | Giocatore               | Squadra        |
| --- | ------ |  | ----------------------- | -------------- |
| 27  | 3      |  | Thierry Henry           | Arsenal        |
| 21  | 2      |  | Ruud van Nistelrooij    | Manchester Utd |
| 18  | 3      |  | Darren Bent             | Charlton       |
| 16  |        |  | Wayne Rooney            | Manchester Utd |
| 16  | 3      |  | Robbie Keane            | Tottenham      |
| 16  | 4      |  | Frank Lampard           | Chelsea        |
| 14  | 2      |  | Marlon Harewood         | West Ham Utd   |
| 13  | 1      |  | Craig Bellamy           | Blackburn      |
| 13  | 3      |  | Yakubu Aiyegbeni        | Middlesbrough  |
| 12  |        |  | Henri Camara            | Wigan          |
| 12  |        |  | Didier Drogba           | Chelsea        |
| 11  | 1      |  | Collins John            | Fulham         |
| 11  | 1      |  | Mido                    | Tottenham      |
| 10  |        |  | Hernán Crespo           | Chelsea        |
| 10  | 1      |  | Jimmy Floyd Hasselbaink | Middlesbrough  |